# أندير مونرو
أندير مونرو هو لاعب اتحاد الرغبي كندي، ولد في 6 سبتمبر 1981 في تورونتو في كندا.

## وصلات خارجية
- أندير مونرو عل موقع إسبنسكروم (الإنجليزية)
- أندير مونرو على موقع ItsRugby.co.uk (الإنجليزية)